# Лейтенант
Лейтена́нт (фр. lieu tenant — заступник, від lieu — місце і tenant — посідає), чота́р — військове звання молодшого офіцерського складу в армії багатьох країн.
Вперше в Франції в XV століття лейтенантами стали називати осіб начальницького складу, що займали посади заступників начальників загонів (з кінця XV століття — заступників командирів рот). З другої половини XVII століття у Франції і інших країнах лейтенант — військове звання в армії і у флоті.
У збройних силах СРСР введено ухвалою ЦВК РНК СРСР від 22 вересня 1935 року. Надається як офіцерське звання військовослужбовцям, що закінчили військові училища, і військовозобов'язаним, таким, що пройшли військову підготовку в цивільних вишах, а також в інших випадках. Молодшим лейтенантам звання лейтенант надається після закінчення встановленого терміну вислуги при позитивній атестації.
У більшості країн світу флотське звання лейтенанта відрізняється за рангом від армійського. Так, наприклад, у ВМС США флотський лейтенант відповідає армійському капітанові, а молодший лейтенант — армійському першому лейтенантові. У Збройних Силах України армійські та флотські звання лейтенантів відповідають європейським.
Знаки розрізнення лейтенанта

Погон лейтенанта (італ. Sottotenente) армії Італії
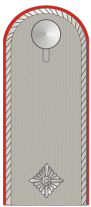
Погон лейтенанта (нім. Leutnant) Армії ФРН
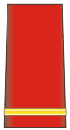
Погон лейтенанта (рум. Sublocotenent) армії Румунії
Погон другого лейтенанта (англ. Second Lieutenant) Армії США